# Göricke

Goricke 125 cc 1950.

Goricke 175 cc 1953.

Göricke é um fabricante alemão de bicicletas e motocicletas com produção desde 1874. Com sede na cidade de Bielefeld a Göricke Werke fabricou bicicletas até os anos 1970, quando a marca foi vendida e passou a ser fabricada pela Pantherwerke A.G., sediada na cidade de Löhne.
Em 1955 as bicicletas da marca começaram a ser produzidas no Brasil, na cidade de São Paulo. A produção das Göricke nacionais durou até meados dos anos 1960. Eram bicicletas resistentes e duráveis, produzidas seguindo o padrão de qualidade alemão da época. Eram importados poucos componetes (como o cubo contra-pedal Renak), sendo a maior parte das peças produzida no Brasil.
O fabricante produziu componentes para diversas outras marcas nacionais, da época, de diversas regiões do país. Nomes como Henke, Sieger, Prosdócimo, Abul, Bergamo, Wolf, Patria, entre outros são encontrados em quadros produzidos pelo fabricante da Göricke brasileira.